# František Glaeser
František Josef Glaeser (také Franz Joseph Glaser či Gläser) (19. dubna 1798 Horní Jiřetín – 29. srpna 1861 Kodaň, Dánsko) byl rakouský hudební skladatel.

## Život
Pocházel z početné a velmi chudé rodiny. Jeho hudební talent byl však natolik zřejmý, že se ve 12 letech stal zpěvákem dvorní kapely v Drážďanech. V roce 1815 odešel do Prahy a studoval na Pražské konzervatoři hru na housle a skladbu. Po studiích odjel do Vídně, kde se zpočátku živil jako hudební aranžér. Ještě téhož roku dostal zakázku z Leopoldstädter Theater na hudbu k romantickému dramatu Bärenburgs Sturz.
Premiéra 22. srpna 1817 měla obrovský úspěch a znamenala zásadní zlom v životě skladatele. Byl jmenován zástupcem hlavního dirigenta a v roce 1819 se stal dirigentem ve slavném vídeňském divadle Theater in der Josefstadt. Seznámil se zde s Ludwigem van Beethovenem, který mu pomáhal radou i přátelstvím. V následujících letech se Glaeser stal ve Vídni neobyčejně populární. Zkomponoval více než 120 různých scénických děl, singspiely, opery a další scénickou hudbu. Od roku 1828 byl dirigentem v jednom z nejznámějších vídeňských divadel, Theater an der Wien. V roce 1830 se přestěhoval do Berlína, kde v roce 1832 se odehrál jeho největší úspěch, premiéra opery Des Adlers Horst.
Tato opera byla vřele přijata v Kodani, a zajistila mu v roce 1842 místo šéfdirigenta Královské opery. V letech 1843–1850 působil také jako dirigent hudební společnosti, kde řídil na 50 koncertů. V roce 1845 byl jmenován dvorním kapelníkem, v 1847 byl povýšen do šlechtického stavu (rytíř Dannebrog) a v roce 1851 se stal titulárním profesorem.
Pro Královské divadlo napsal opery na texty Hanse Christiana Andersena Bryllupet vet Como-søen (Svatba u jezera Como), Nøkken (1853), Den forgyldte svane (Zlatá labuť) (1854). Jako dvorní kapelník složil několik kantát a předeher pro dvorní slavnosti.

## Dílo

### Jevištní díla
- Die vier Haimonskinder (1809)
- Bärnburgs Sturz (1817)
- Das Mädchen ohne Zunge (1819)
- Das Felsenmädchen (1820)
- Der geraubte Schleier (1820)
- Der Tambour (1820)
- Sküs, Mond und Pagat (1820)
- Wenn's was ist, so ist's nichts und ist's nichts, so sind's 36 Kreuzer (1820)
- Arsenius der Weiberfeind (1823)
- Dank und Undank (1823)
- Der rasende Roland (1823)
- Stumme Liebe (1823)
- Der Brief an sich selbst (1824)
- Der Erlenkönig (1824)
- Die kurzen Mäntel (1824)
- Die Rettung durch die Sparkassa (1824)
- Liebe und Haß (1824)
- Sauertöpfchen (1824)
- Sieben Mädchen in Uniform (1825)
- Der Bär und das Kind (1825)
- Die sonderbare Laune (1825)
- Die Weiber in Uniform (1825)
- Die Zauberin Armida (1825)
- Heliodor, Beherrscher der Elemente (1825)
- Menagerie und optische Zimmerreise in Krähwinkel (1825)
- Die steinerne Jungfrau (1826)
- Oberon, König der Elfen (1827)
- Peterl und Paulerl (1827)
- Abu, der schwarze Wundermann (1828)
- Armida, die Zauberin im Orient (1825)
- Elsbeth (1828)
- Meister Pilgram, Erbauer des Stephansturmes in Wien (1828)
- Peter Stiglitz
- Staberl
- Die steinerne Jungfrau
- Der Rattenfänger von Hameln
- Aurora (c.1830 Berlin)
- Die Brautschau auf Kronstein (1830, Berlín)
- Andrea (1830 Berlín)
- Des Adlers Horst (29.12.1832, Berlín)
- Die Augen des Teufels
- Bryllupet vet Como-søen (29.1.1849, Kodaň)
- Nøkken (12.2.1853, Kodaň)
- Den forgyldte svane (17.3.1854, Kodaň)

### Ostatní
- 10 kantát
- 7 slavnostních předeher
- Mše B-dur
- Te Deum
- Několik sešitů písní a sborů